# Pseudocidarinae
Sous-famille
Les Pseudocidarinae sont une sous-famille éteinte d'oursins de la famille des Hemicidaridae, dans la sous-classe des oursins modernes (Euechinoidea).

## Description
Ce sont des oursins réguliers. Le test (coquille) est plus ou moins sphérique, protégé par des radioles (piquants), l'ensemble suivant une symétrie pentaradiaire (centrale d'ordre 5) reliant la bouche (péristome) située au centre de la face orale (inférieure) à l'anus (périprocte) situé à l'apex aboral (pôle supérieur).
Les tubercules primaires, peu nombreux mais relativement volumineux, supportent des radioles volumineuses.
Les espèces de cette sous-famille semble avoir vécu entre le Jurassique moyen et le Crétacé inférieur.

## Systématique
- La sous-famille des Pseudocidarinae a été décrite par les zoologistes Andrew Benjamin Smith (d) et Claud William Wright en 1993.
- Le genre type pour la famille est Pseudocidaris Pomel, 1883.

## Liste des genres
Selon World Register of Marine Species (26 décembre 2020) :
- genre † Cherreauma Vadet, Nicolleau & Pineau, 1996
- genre † Cidaropsis Cotteau, 1863
- genre † Plesiocidaris Pomel, 1883
- genre † Pseudocidaris Pomel, 1883

## Publication originale
- (en) A. B. Smith et C. W. Wright, « British Cretaceous Echinoids. Part 3, Echinothoroida. Stirodonta 2 (Hemicidaroida, Arbacioida and Phymosomatoida, part 1 Part 3 », Monograph of the Palaeontographical Society, London, vol. 147, no 593,‎ 1993, p. 199-267 (ISSN 0269-3445).